# Sycon schuffneri
Sycon schuffneri är en svampdjursart som beskrevs av Arthur Dendy och R.W. Harold Row 1913. Sycon schuffneri ingår i släktet Sycon och familjen Sycettidae. Inga underarter finns listade i Catalogue of Life.